# Desa Hegarmanah (administrativ by i Indonesien, Jawa Barat, lat -6,50, long 107,42)
Desa Hegarmanah är en administrativ by i Indonesien.   Den ligger i provinsen Jawa Barat, i den västra delen av landet, 70 km öster om huvudstaden Jakarta.